# Porc de Sibérie du Nord
Le porc de Sibérie du Nord (Sibirskaïa severnaïa svinia) est une race de porc de couleur blanche originaire de Sibérie, en Russie.

## Histoire
C'est dans l'oblast de Novossibirsk qu'un zoogénéticien du nom d'O.I. Simon sélectionne une race résistante et robuste de porc à partir de truies locales à oreilles courtes avec des porcs de race large white. Cette race est officiellement reconnue en 1942. Elle se répand dans les années 1960 dans la région de Krasnoïarsk et celle de Novossibirsk, en Bouriatie, au Kazakhstan et en Russie centrale. Il y avait 24 500 porcs de race pure de Sibérie du Nord en 1980.

## Description
Ce cochon de couleur blanche est de constitution harmonieuse et de taille moyenne. Son groin est renflé et ses oreilles dressées, sa tête courte et rugueuse. Il a le dos droit et large, les crins denses et longs, avec du sous-crin. Le verrat pèse en moyenne 312 kg et la truie, 238 kg. Le porc atteint 196 kg en 100 jours. 
C'est un porc résistant et adapté au climat difficile de la Sibérie.